# Bass house
La bass house est un genre de musique électronique mêlant la bass music et la house. Le genre prend de l'ampleur au début des années 2010 avec des artistes tels que Jauz, Ephwurd et Habstrakt. Des DJs comme Tchami, Curbi ou encore Skrillex s'y essayent.

## Caractéristiques
La bass house se caractérise par un tempo oscillant entre 125 et 130 BPM, avec des wobble bass (ou sub bass) métalliques et distordues propres à la bass music, des voix pitchées, des rythmiques tirées de la house des années 1990 et des influences au dubstep, à l'electro house, ou encore à la future house. Les hi-hats (charleston) de ce genre musical donnent une impression d’étouffement et le kick (grosse caisse) joué en syncope donne la dynamique.
Le groupe Ephwurd définit la bass house comme tel : « c'est de la house music avec des grosses basses. Mais cela va un peu plus loin que ça. Beaucoup de high hats sont mélangés [..] pour créer une sensation plus groovy ou plus humaine. »
Le DJ JVST SAY YES définit également la bass house comme une musique de fête amusante et énergique.

## Histoire
En juin 2018, à Paris, en France, une première soirée appelée Composite, intégralement consacrée à la bass house, est organisée.

## Artistes
Les artistes les plus connus de ce genre sont Joyryde, Jauz, Ephwurd, JVST SAY YES.